# Buddhizmus Brazíliában

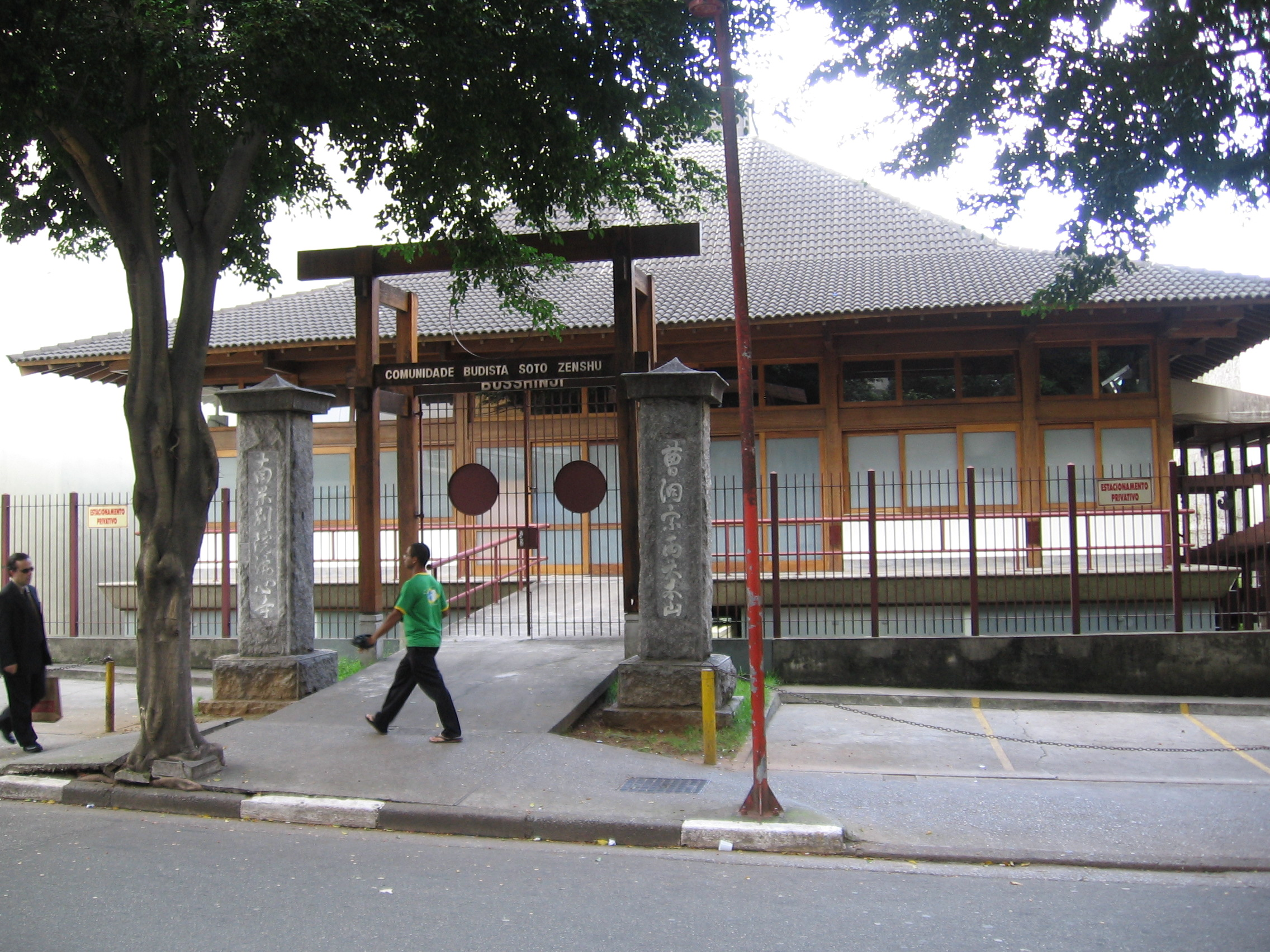
Bussindzsi, szótó zen buddhista templom São Paulo városban

A buddhizmus Brazíliában kisebbségi vallásnak számít, ahol a többségében keresztény lakosság mellett a magukat buddhistának vallók száma mintegy 250 000 fő volt a 2000-es népszámláláskor. Brazília büszkélkedhet az amerikai kontinens harmadik legnagyobb buddhista lakosságával az Egyesült Államok és Kanada után. Brazíliában az összes fő buddhista irányzat megtalálható. A buddhista szervezetek és központok mellett mintegy 150 buddhista templom is működik az országban.
Espírito Santo állam kormánya bevezetett egy speciális képzési programot a katonai rendőrség részére, amelyben zen kurzusokon vesznek részt a Mosteiro Zen Morro da Vargem kolostorban.

## Mahájána buddhizmus

### Japán örökség
A buddhizmus először japán bevándorlókon keresztül jutott el Brazíliába a 20. század elején. Emiatt a japán buddhista iskolák és szekták – szótó zen, nicsiren, dzsódo sin (más néven „Igaz Tiszta Föld”) és Szóka Gakkai – brazíliai jelenléte erőteljes. Érdekes módon a japán származású brazilok körében nem annyira népszerű a buddhizmus, mint a római katolicizmus. Emiatt a japán buddhista iskolák elsősorban nem is a japán származású brazilokat célozzák meg.
A Brazíliában szintén működő japán iskolák közé tartozik a singon, a tendai, a nicsiren  és a nicsirensó iskola. Az elmúlt években valamelyest növekvő érdeklődés mutatkozik a zen irányzat koreai és vietnami ága iránt.

### Egyéb
A kínai csan iskola és a mahájána buddhizmus központja a Sao Paolói Cu Laj-templom, illetve a társintézményeként működő Buddhista Egyetem. Mindkettő 2003-ban nyitotta meg a kapuit. A templom egész Latin-Amerika legnagyobb buddhista temploma, amelynek megépítéséhez amerikai buddhista szervezetek és más adományozok pénzét használták.
Az Olinda városban lévő Fo Kuang Jüan-templom szintén a mahájána irányzathoz tartozik.
A vietnami Thich Nhat Hanh zen templomokat és buddhista közösségeket működtet São Paulóban és Rio de Janeiróban.

## Vadzsrajána buddhizmus
A vadzsrajána buddhizmus mind a négy fő iskolája – nyingmapa, gelugpa, szakjapa és kagyüpa – aktív központokat működtet Brazíliában. A 14. dalai láma összesen négy alkalommal járt az országban. Először 1992-ben, majd 1999-ben, majd 2006-ban és 2011-ben.

## Théraváda buddhizmus
A théraváda hagyományt azok indították Brazíliában, akik létrehozták a Brazil Buddhista Társaságot. Kezdetben nem volt szektariánus, később a théraváda hagyomány páli irodalmának központjában álló Tipitaka szövegei és egyéb théraváda szövegek felé mozdult el a szervezet elsődleges érdeklődése. Az 1970-es évek óta szerény keretek között tudott fejlődni, főleg önkéntes adományokból. Így is képesek voltak több Srí Lanka-i és más hagyományosan théraváda országokból buddhista vendégelőadókat meghívni. 1989-ben alakult a Nálanda Buddhista Központ. A szervezet központokat tart fenn Rio de Janeiro, Belo Horizonte, São Paulo és Curitiba városokban, és számos nemzetközi buddhista előadót hívtak meg az elmúlt években.